# Roger Bannister
Sir Roger Gilbert Bannister (Harrow, London, 23. ožujka 1929. - Oxford, 3. ožujka 2018.) bio je britanski srednjeprugaš i neurolog, prvi trkač koji je pretrčao milju za manje od 4 minute.
Na Olimpijskim igrama 1952. u Helsinkiju, Bannister je postavio britanski rekord na 1500 metara i završio četvrti. Ovo postignuće učvrstilo je njegovu odlučnost da postane prvi sportaš koji je milju pretrčao za manje od četiri minute. Taj podvig postigao je 6. svibnja 1954. na Iffley Roadu u Oxfordu, a tempo su određivali Chris Chattaway i Chris Brasher. Bannisterovo vrijeme iznosilo je 3 minute i 59,4 sekunde. Postigao je ovaj rekord uz minimalan trening, dok je radio kao liječnik početnik. Bannisterov rekord trajao je samo 46 dana.
Bannister je postao neurolog i upravitelj koledža Pembroke u Oxfordu prije nego što je otišao u mirovinu 1993. Kao ravnatelj Pembrokea, bio je u upravnom tijelu škole Abingdon od 1986. do 1993. Parkinsonova bolest dijagnosticirana mu je 2011. godine. Preminuo je 2018. godine.